# Wenckheim-kastély (Békéscsaba-Gerla)
A gerlai Wenckheim-kastély Békéscsaba Gerla nevű városrészében található, mely a megyeszékhelytől északkeleti irányban található.
Wenckheim Károly a 37 szobás kastélyt Ybl Miklóssal terveztette, amely 1860-ra készült el. A második világháború után általános iskola működött benne, mely 1984-ben költözött át az új épületbe, ez az épület már 1990 óta üresen áll.
A kastély szabálytalan 'U' alaprajzú, nagyrészt egyszintes, cseréptetős, romantikus stílusú a nyugati szárnyának középtengelyében kápolnával, amely a katolikus egyház tulajdona volt. 2003-ban A Leonardo CAD Bt. megvásárolta a kápolnát és a hozzátartozó épületrészt, majd felújította. A kápolna épen maradt eredeti festése és berendezése a korabeli szakrális épületek szép példája, bár színei kissé megfakultak. A berendezési tárgyai ép állapotúak. A kápolna előcsarnokához vezető folyosók elhanyagolt állapotban vannak. Ezenkívül a kastélyhoz tartozik még a pálmaház és egy hatalmas, a kastélyt körülvevő angol kert is.
1876-ban árvíz sújtotta a kastélyt. „Az árvíz a gerlai kastélyt is ellepte és gr. Wenckheim Károly úr szalonjaiban terjeszkedik széllyel. A gróf úr az, ki eddig megyénkben legtöbb kárt szenvedett az árvíz által. Az árvíz Gerla-Pósteleken folyvást emelkedőben van, úgy annyira, hogy onnan a gerlai híd mellett és az uradalmi kastély irányában már a töltés tetején a volt.”
A békéscsabai önkormányzat 2001-ben jelképes áron egyszer már eladta a hajdani Wenckheim birtokot, azzal a kikötéssel, hogy az új tulajdonos helyreállítja az épületet, és hasznosítja azt. Ez azonban nem történt meg, így a kastély újra az önkormányzathoz került és ismét eladóvá vált.

## Galéria

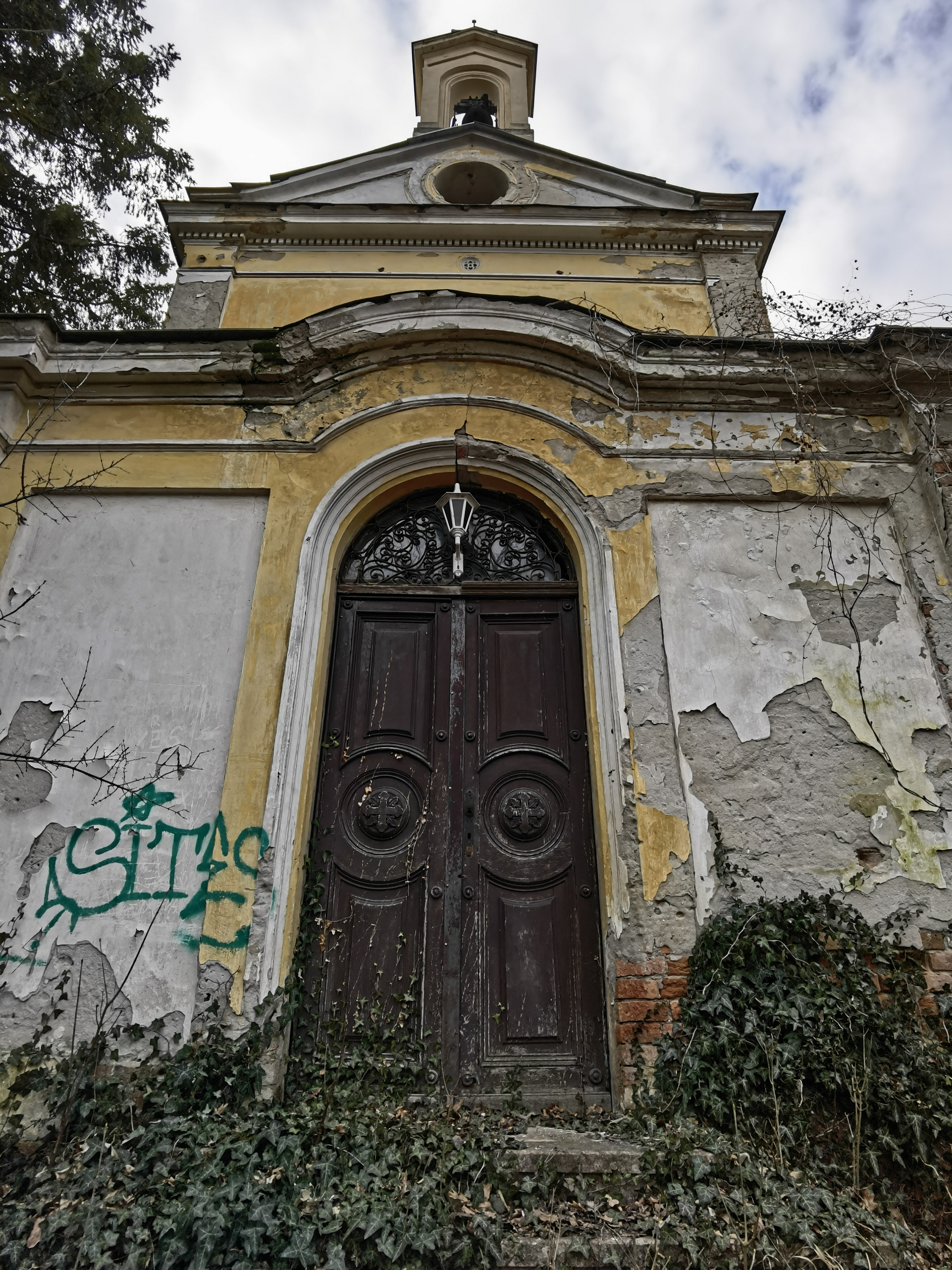
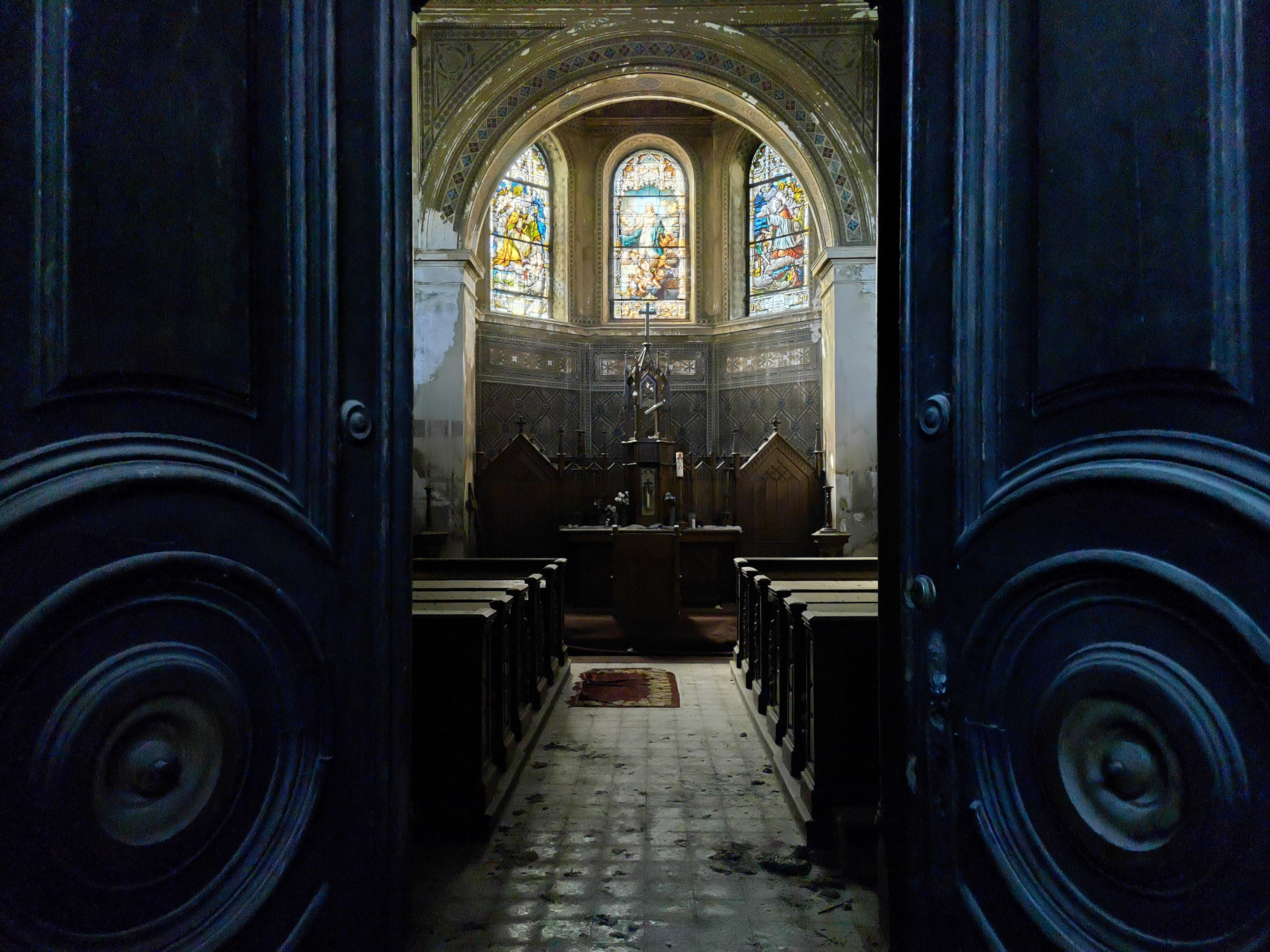
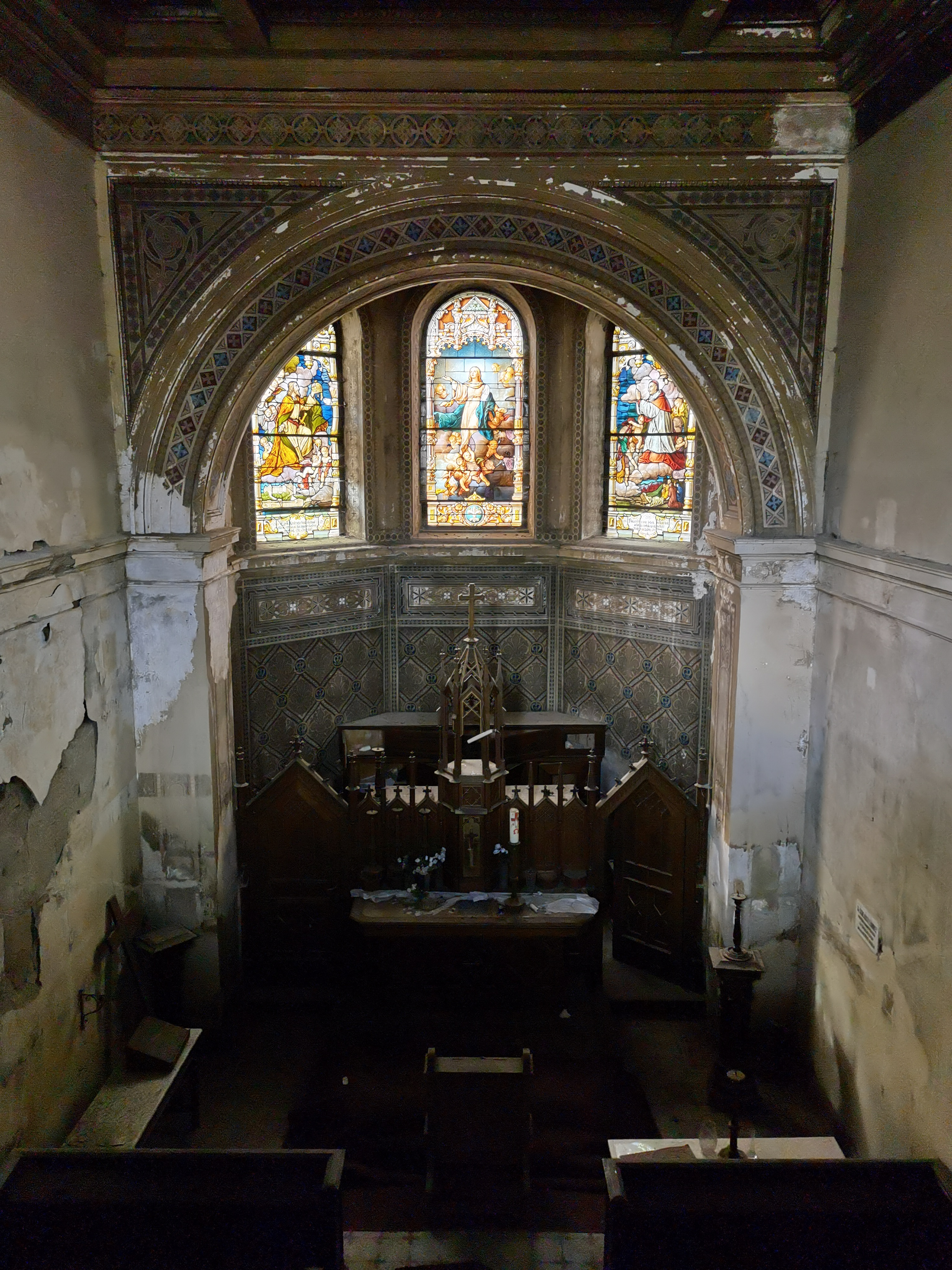
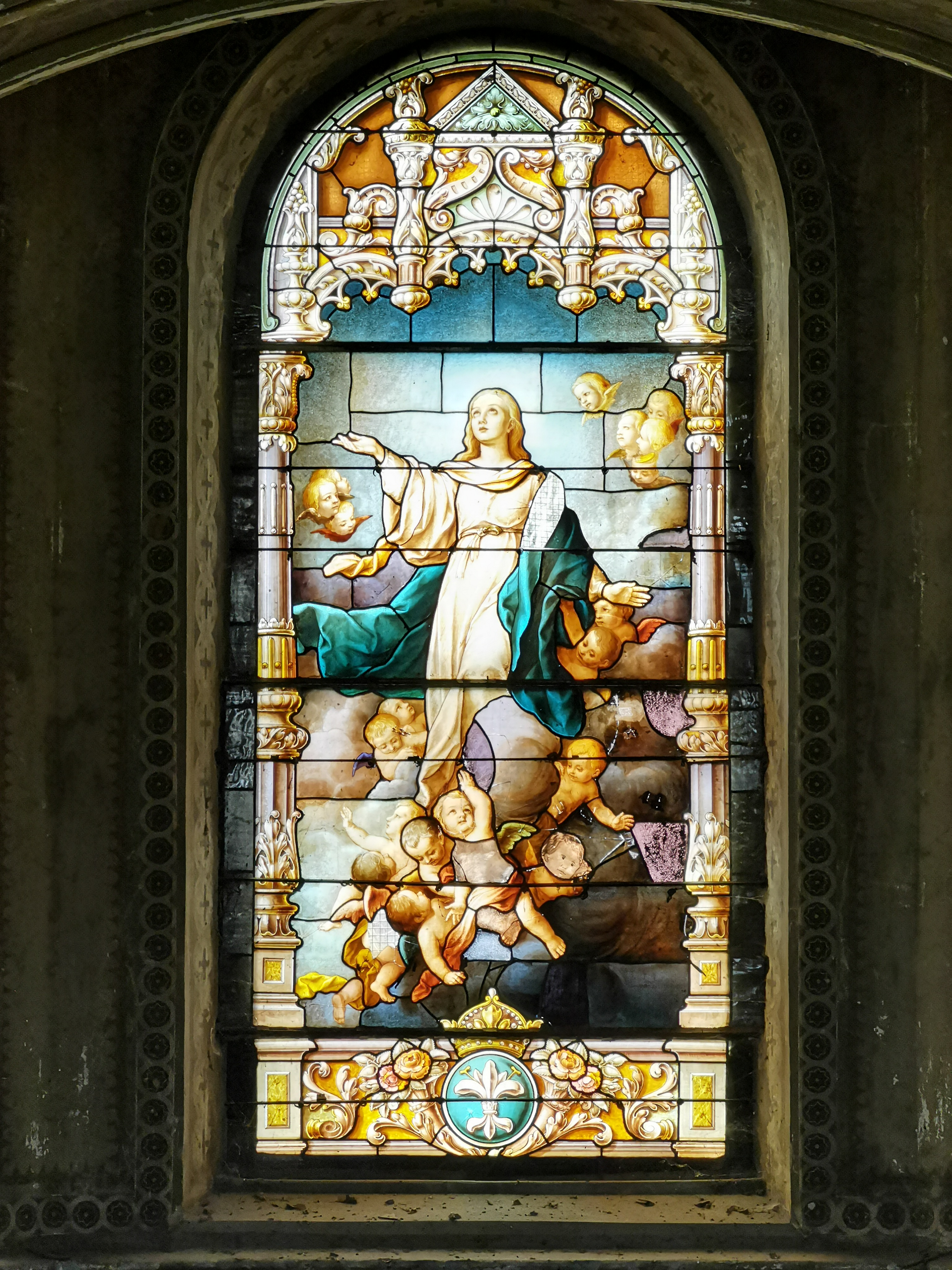
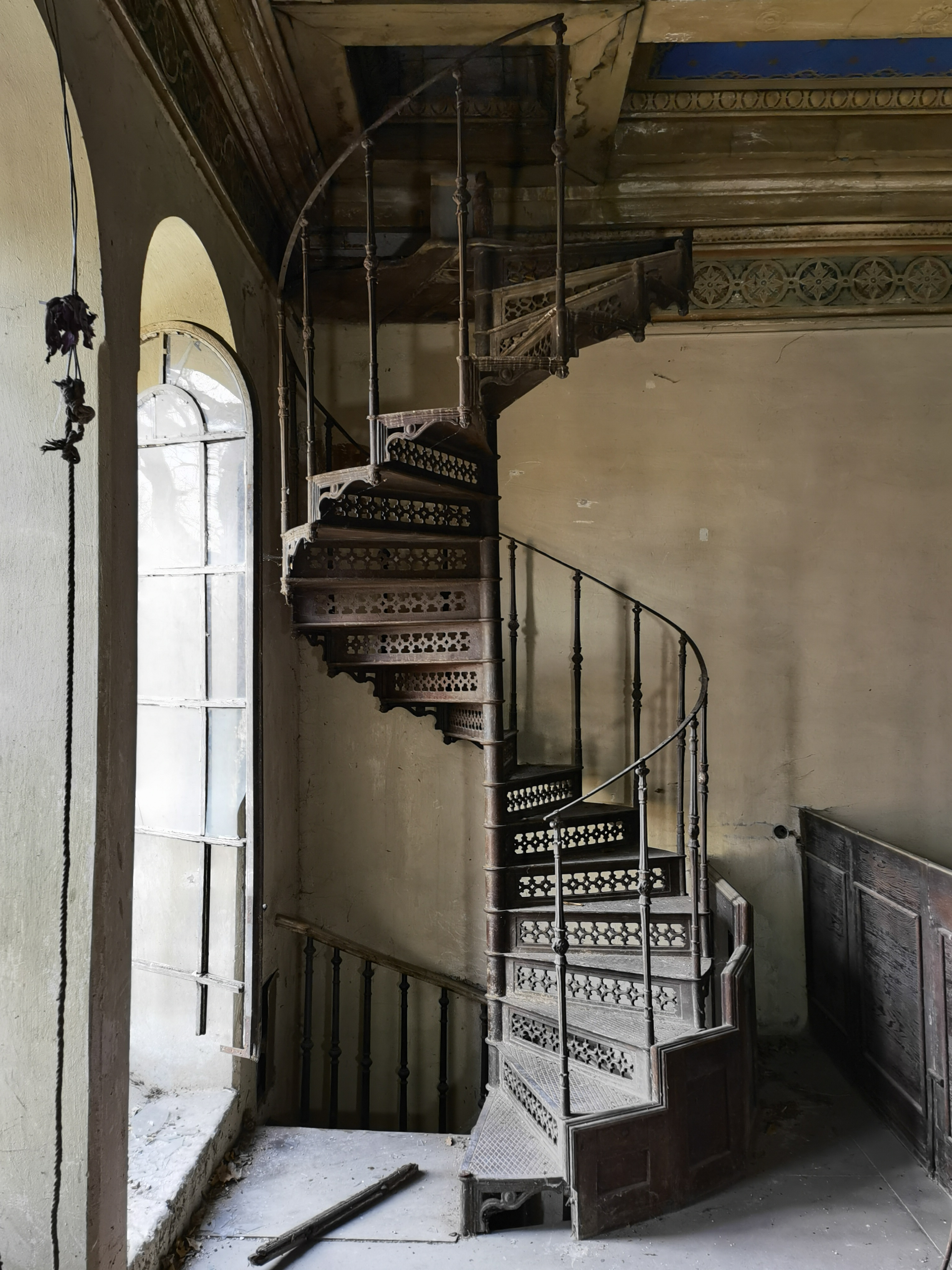
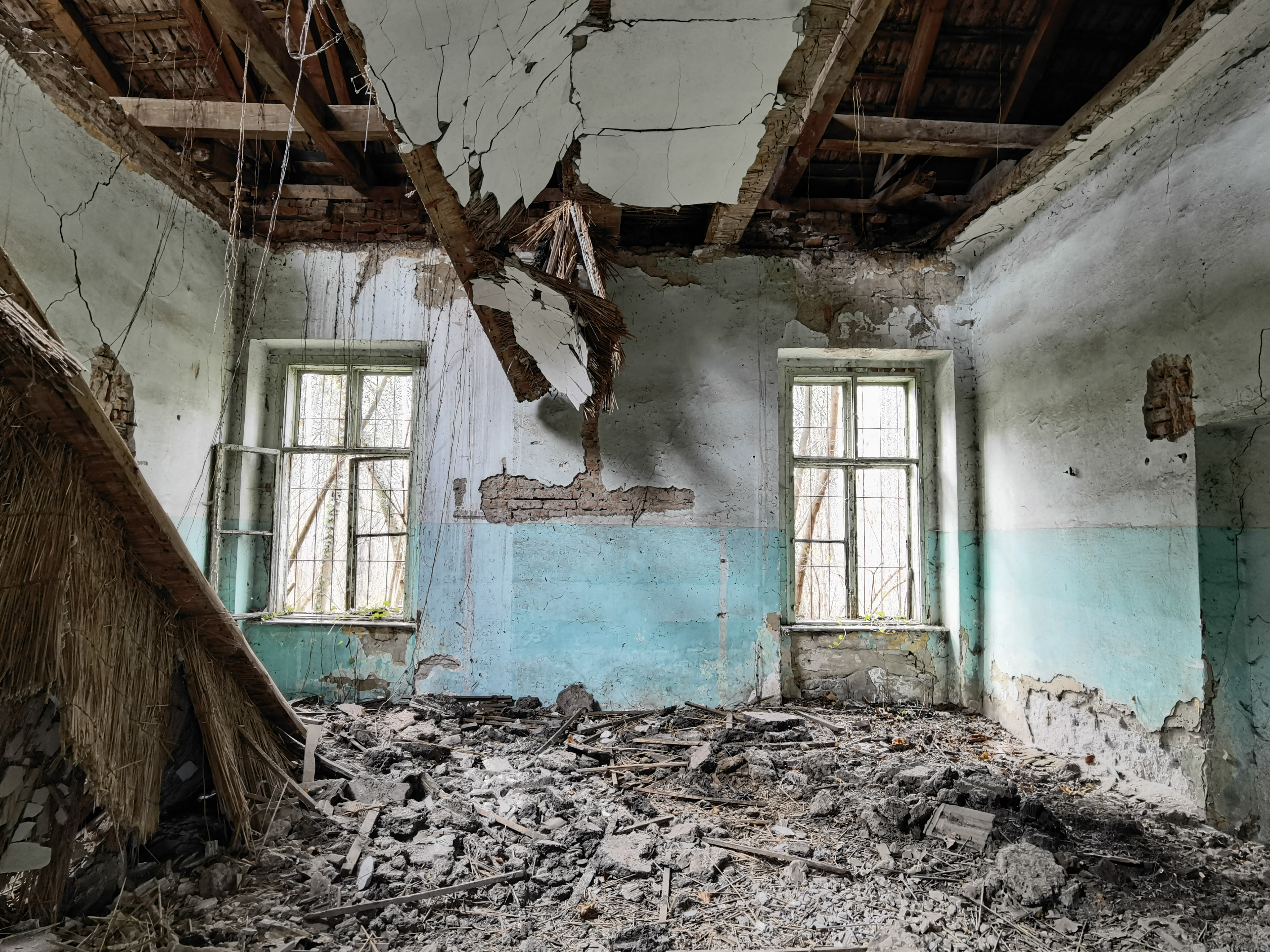

## Külső hivatkozások
- wenckheim.hu
- muemlekem.hu
- Kastély olcsón eladó! Archiválva 2009. április 28-i dátummal a Wayback Machine-ben